# Бокіня
Бокіня (пол. Bokinia) — село в Польщі, у гміні Ухані Грубешівського повіту Люблінського воєводства.
Населення — 134 особи (2011).
У 1975—1998 роках село належало до Замойського воєводства.

## Демографія
Демографічна структура станом на 31 березня 2011 року:
|          | Загалом | Допрацездатний вік | Працездатний вік | Постпрацездатний вік |
| -------- | ------- | ------------------ | ---------------- | -------------------- |
| Чоловіки | 63      | 15                 | 38               | 10                   |
| Жінки    | 71      | 11                 | 34               | 26                   |
| Разом    | 134     | 26                 | 72               | 36                   |